# Molly’s Chambers
Molly’s Chambers – pierwszy singiel grupy Kings of Leon. Został wydany 11 sierpnia 2003 roku.

## Lista utworów

### Digipak
1. "Molly’s Chambers"
2. "Wasted Time" (Live at the Birmingham Academy – 27 czerwca 2003)
3. "Spiral Staircase" (Live at the Birmingham Academy - 27 czerwca 2003)

### Singiel
1. "Molly’s Chambers"
2. "Molly’s Chambers" (Live at the Birmingham Academy - 27 czerwca 2003)
3. "Red Morning Light" (Live at the Birmingham Academy - 27 czerwca 2003)

### Płyta winylowa
Limitowana edycja 6 tysięcy sztuk.
1. "Molly’s Chambers" – 2:15
2. "Holy Roller Novocaine" (Live at the Birmingham Academy - 27 czerwca 2003) – 3:50